# ヨアシュ (イスラエル王)
ヨアシュ（ヘブライ語: יהואש Yəhō’āš）は、北イスラエル王国第12代の王で、エフー（イエフ）王朝第3代の王である。ヨアシとも表記する。ヘブライ語で「ヤハウェが与える」という意味。

## 生涯
（以下、特筆がない場合『列王記』下13章～14章、『歴代誌』下25章より引用）
ヨアハズ（エホアハズ）の子として生まれ、紀元前798年に王位に就いて16年間王位にあった。彼もヤロブアム王の偶像礼拝の伝統を継承した。
ただし、預言者エリシャには敬意を払い、このため彼が晩年寝込んでいるときに見舞いに向かったところ、エリシャはヨアシュに弓を射るように命じた。そして、アラムに3回勝つことを預言した(エリシャはヨアシュの消極的な姿勢に怒り、「なぜ4、5回弓を弾かなかったのか」と叱責している)。祖父エフー、父エホアハズの時に領土の一部がアラムに奪われていたが、アッシリアがこのアラムを征服するようになり、アラムがアッシリヤに過酷な貢物を課せられて国力の衰えた時に、ヨアシュはアラムのベン・ハダデと戦って、奪われていた領土を取り返した。
ヨアシュはまた、ユダ王国のアマツヤの挑戦に応じ、ベテ・シェメシュの戦いでユダに大勝してアマツヤを捕らえ、エルサレムに進撃して、神殿の財宝と人質をとってサマリアに凱旋した。
なお、『列王記』（下13:11）では、他の北イスラエルの王と同様「主の御前に悪を行った」で片づけられているが、フラウィウス・ヨセフスの『ユダヤ古代誌』第IX巻8章6節では北イスラエル王の中で唯一良い評価をされており、「彼は徳高高い君子で、その性向は父親と正反対だった。」としている。